# Einar Perman
Einar Gustaf Samuel Perman, född 6 oktober 1893, död 1976, var en svensk läkare. Han var son till Emil Perman.
Perman blev medicine doktor vid Karolinska institutet 1920, docent i anatomi där samma år, i kirurgi 1924 och överläkare vid Kronprinsessan Lovisas vårdanstalt 1932.